# 电子电路仿真
电子电路仿真（英語：Electronic circuit simulation），是指使用数学模型来对电子电路的真实行为进行模拟的工程方法。
仿真系统可以对电路的功能行为进行模拟，而不需要建立实际的电路（这过程可能繁琐而昂贵），因此它是一种很有实用价值的工具。由于仿真系统对真实情况的模拟越来越逼真，许多大学、研究机构都会使用这类工具来辅助电子工程方面的教学。由于电子电路仿真系统一般具有较好的图形化界面，它们常常可以使用户有身临其境的感觉。对于初学者，他们可以在仿真软件的帮助下进行分析、综合、组织和评估所学的知识。
在构建实际的电路之前，对设计进行仿真验证，可以大大地提高设计效率。这是由于，设计人员可以在构建电路之前，预先观察、研究电路的行为，而不必为电路的物理实现付出时间和经济的成本。尤其是集成电路，在物理上实现电路所需的光罩等电子工艺成本不菲，而集成电路的高复杂性又在面包板上面难以实现，用传统的方法研究电路的行为较为困难。因此，几乎所有的集成电路设计都较为依赖仿真。最著名的模拟仿真是SPICE，而最著名的数字电路仿真器都是基于Verilog或VHDL的。
一些电子仿真系统集成了原理图编辑器、仿真引擎、波形显示功能，这样使用户可以轻松地观察电路行为的即时状态。通常，仿真系统也会包括扩展模型以及电子元件库。其中模型主要包括集成电路专用的晶体管模型，例如BSIM；而元件库会提供很多通用元件，如电阻器、电容器、电感元件、变压器和用户定义的模型（例如受控的电流源、电压源），此外还可以提供Verilog-A或VHDL-AMS中的一些模型）。印刷电路板设计还要求专用的模型，例如线路走线的传输线模型和IBIS模型等。

## 类型
尽管存在严格的模拟信号 电子电路仿真器，大多数仿真器同时包含模拟和事件驱动的数字仿真器。，它们通常被称为混合模式仿真器（mixed-mode simulators）。这意味着，大多数仿真系统都包含模拟、数字两部分元件。这样，混合信号处理就可以在同一个集成原理图上完成。在混合模式仿真系统中，数字模式提供了对于时序、上升沿、下降沿延迟的准确规定。
混合模式模拟器提供了事件驱动的算法，并支持非数字类型的数据。例如，可以使用实型数（real）和整数（integer）来模拟数字信号处理器或数据采样滤波器的功能。由于事件驱动算法比标准的SPICE矩阵解决方案更快，因此使用事件驱动算法来替代模拟类型的模型，可以节省时间。
混合模式仿真分为以下三个层次：
1. 采用原始的数字化元素和时序模型的数字逻辑仿真器
2. 采用集成电路实际晶体管拓扑结构的子电路模型
3. 采用逻辑代数表达式

在传输线模型、信号完整性的分析中，需要对集成电路的输入输出端口的性质进行仔细检查，这时要应用精确的电路描述。逻辑代数表达式是不具备时间延迟函数的，在模拟环境中，它们可以提供对于逻辑信号的处理。这两个模型使用了SPICE来解决问题，而在第三种方法中，则使用了仿真器的混合模型。上述的每一种方法，都有各自的优点，并适应着不同的应用场合。事实上，许多仿真系统（尤其是那些涉及模数、数模转换的情况）需要各种方法的综合，单独依靠某一个途径不足以解决问题。
另外一类仿真主要是针对电力电子技术，它们具有分段线性（piecewise linear）的算法模型。

## 复杂性
在硅集成电路的制造中，由于工艺的水平，可能造成其电气属性与标称值有一定的偏差，而电路仿真器常常并没有考虑到这些在实际的硅集成电路中存在的偏差。这些参数的偏差可能很小，但是常常在整个电路中累积起来会严重地影响芯片的输出。
温度也会造成偏差，不过有一些技术可以对温度的影响进行建模，从而允许设计人员在对电路仿真时检查它在不同温度下的性能。